# Forum za slobodu odgoja
Forum za slobodu odgoja (FSO) organizacija je civilnog društva aktivna u Hrvatskoj od 1992. godine, registrirana 1998. godine. Član je „European Forum for Freedom in Education”, mreže „Street Law”, „RWCT International Consortium”, „Network of Education Policy Centers” te Koordinacije udruga za djecu.
Udruga provodi obrazovne programe kojima teži utjecati na javnu obrazovnu politiku.
Forum je imao jedanaest zaposlenika 2010. godine.

## Povijest
Udruga je osnovana po uzoru na njemačku udrugu istoga usmjerenja.
Forum je 1990-ih održavano edukacije o tzv. alternativnim pedagoškim modelima, a 1996. u Rijeci i simpozij „Demokratske promjene u hrvatskom školskom sustavu. Iskustvo i perspektive pluralizma u školama i obrazovnom procesu”, na kojemu su usvojena načela djelovanja Udruge. U ovom razdoblju rad Foruma bio je mnogostruko financiran sredstvima Zaklade Otvoreno društvo.
Na godišnjoj skupštini 2000. donesena je odluka da o sklapanju ugovora sa Zakladom Soros, danas Zakladom Otvoreno društvo, kojime su obrazovni programi zaklade preneseni na Forum.
Forum je u više navrata dobivao institucionalnu potporu Nacionalne zaklade za razvoj civilnog društva.
Udruga njeguje suradnju s Europskim forumom za slobodu odgoja, a kao rezultat te suradnje 2005. godine na Brijunima održan je kolokvij Europskog foruma pod nazivom „Podučavanje kroz i za demokraciju: Nova škola – put prema modernom demokratskom društvu”.

## Programi stručnog usavršavanja
Forum provodi više vrsta programa stručnog usavršavanja – metodičke programe za nastavnike, integralno građansko obrazovanje i zdravstveno obrazovanje – te programe za učenike srednjih škola. 
Tijekom 2010. godine, održano je 50 seminarskih grupa na kojima je sudjelovalo 847 sudionika.

### Programi za nastavnike
- „Čitanje i pisanje za kritičko mišljenje”

- „Aktivno učenje i kritičko mišljenje u visokoškolskoj nastavi”

- „Pravo u svakodnevici”

- „Obrazovanjem protiv korupcije”

- „Medijacija”

- „Edukacija o Europskoj uniji”

- „Edukacijom do zdravlja”

- „Integralno građansko obrazovanje”

### Programi za učenike i studente
- „Ljetna EU Akademija”

- „Program razmjene učenika srednjih škola”

Od 2010. godine Forum je sklopio suradnju s Mesnom industrojom „Braća Pivac”, koji su povjerili administriranje svog programa stipendija FSO-u.

## Postignuća
- Projekt „Čitanje i pisanje za kritičko mišljenje” proširen je provedbom edukacijskih seminara u Srbiji, Crnoj Gori i Sloveniji;
- Članstvo predsjednice FSO-a Vesne Mihoković Puhovski u Savjetu za razvoj civilnog društva i Izvršnog odbora Europskog foruma za slobodu odgoja.
- Osnivanje medijacijskih centara u Zagrebu, Rijeci i Velikoj Gorici u partnerstvu s gradovima;
- Medijacija uvedena u školske kurikule u školama u Rijeci i Velikoj Gorici;
- Program "Čitanje i pisanje za kritičko mišljenje" u razdoblju 2008. – 2010. završilo oko 3000 nastavnika i stručnih suradnika;
- Program "Čitanje i pisanje za kritičko mišljenje" uveden je kao izborni kolegiji na Učiteljskoj akademiji Sveučilišta u Rijeci;
- Uvođenje programa "Pravo u svakodenvici" kao izbornog predmeta u školske kurikule na području Primorsko-goranske županije;
- Vesna Mihoković Puhovski, predsjednica FSO-a, odlikovana Redom Danice hrvatske s likom Antuna Radića za doprinos prosvjeti;
- U suradnji s Veleposlanstvom SAD-a uveden program "Medijacija" u 15 škola;
- Članstvo u Koordinaciji udruga za djecu i Network for Education Policy Centres (NEPC).[1]
- Medijacijski centri u Zagrebu, Rijeci i Velikoj Gorici.[6]

## Vanjske poveznice
- Mrežna stranica
- Društvene mreže: Facebook,
- Twitter,
- Youtube